# Berzocana
Berzocana là một đô thị trong tỉnh Cáceres, Extremadura, Tây Ban Nha. Theo điều tra dân số 2007 (INE), đô thị này có dân số là 535 người.
39°26′B 5°27′T / 39,433°B 5,45°T